# 宇都宮市立星が丘中学校
宇都宮市立星が丘中学校（うつのみやしりつほしがおかちゅうがっこう）は、栃木県宇都宮市にある公立中学校。

## 沿革
- 1956年（昭和31年）
  - 4月1日 - 宇都宮市戸祭新町741番地に宇都宮市立戸祭中学校として開校
  - 4月10日 - 校舎は工事中のため宇都宮市立陽西中学校の一部を仮校舎として二部授業を開始
  - 6月9日 - 生徒が各自机および椅子を仮校舎から本校舎へ運び、本校舎使用開始
  - 6月15日 - 第一期工事として、教室10室、調理室（当時は職員室として使用）および守衛室（校長室を兼ねた）竣工
  - 7月16日 - 宇都宮市立星が丘中学校に改称
  - 10月12日 - 職員室・衛生室・理科室・図書室および教室1室竣工
  - 11月28日 - 校歌・校旗制定
- 1958年（昭和33年）3月 - 校長室および教室5室竣工
- 1960年（昭和35年）8月 - 音楽室・昇降口および教室7室竣工
- 1964年（昭和39年）12月7日 - 体育館兼講堂竣工
- 1965年（昭和40年） - 記念庭園が竣工しすべての工事が完了
- 1969年（昭和44年）4月1日 - 昭和地区からの通学の便を考慮し宇都宮市立戸祭小学校と敷地交換して現在地に移転
- 2019年（令和元年）10月27日 - 全日本合唱コンクール（岡山シンフォニーホール）で文部科学大臣賞を受賞[1]
- 2020年（令和2年）8月25日 - 実験器具の乾燥機が高温になり、理科室から発煙[2]

## 教育方針
生徒一人一人の健康でたくましい身体、個性を生かした創造的な知性と技能、豊かな心、正しい社会連帯意識を養い、自己実現をとおして国家社会の進歩発展に貢献できる人間を育成する。
1. 基本目標
  1. 健康で気力のある生徒を育成する。
  2. 学力豊かで創造力のある生徒を育成する。
  3. 勤労を尊び責任感のある生徒を育成する。
  4. 国際感覚に秀で思いやりのある生徒を育成する。
2. 具体目標（具体的な生徒像）
  1. 気力あふれるたくましい生徒
  2. 自ら学び考える生徒
  3. 進んで仕事をする生徒
  4. 豊かな心と思いやりのある生徒

## 部活動

### 運動部
- 野球部
- サッカー部
- 男子バスケットボール部
- 女子バスケットボール部
- 男子ソフトテニス部
- 女子ソフトテニス部
- 男子バレーボール部
- 女子バレーボール部
- バドミントン部
- 卓球部
- 水泳部
- 剣道部
- 弓道部

### 文化部
- 演劇部
- 合唱部
- 吹奏楽部
- 美術部
- 科学部
- 茶華道部

## 通学区域
宇都宮市
- 泉町の一部
- 一ノ沢町の一部
- 小幡1丁目の一部
- 上戸祭町の一部
- 上戸祭1丁目 - 2丁目、上戸祭3丁目の一部
- 北一の沢町の一部
- 清住1丁目、清住2丁目の一部、清住3丁目の一部
- 桜4丁目の一部
- 下戸祭1丁目 - 2丁目
- 昭和1丁目 - 3丁目
- 戸祭町
- 八幡台の一部
- 戸祭1丁目 - 4丁目
- 戸祭台
- 戸祭元町
- 中戸祭町
- 中戸祭1丁目
- 長岡町の一部
- 塙田1丁目の一部、塙田2丁目の一部、塙田5丁目
- 馬場通り1丁目の一部
- 東宝木町
- 東戸祭1丁目
- 星が丘1丁目 - 2丁目
- 本町の一部
- 松原1丁目 - 3丁目
- 山本3丁目

## 進学前小学校
- 宇都宮市立戸祭小学校
- 宇都宮市立昭和小学校
- 宇都宮市立上戸祭小学校

## 交通
- JR東北本線（宇都宮線）宇都宮駅より北西へ約3km
- 関東自動車清住経由細谷車庫行 星ヶ丘中学校入口バス停留所より約150m